# Estación Antônio Falcão
La Estación Antônio Falcão es una de las estaciones del Sistema de Trenes Urbanos de Recife, situada en Recife, entre la Estación Imbiribeira y la Estación Shopping.
Fue inaugurada en 2008 y atiende a habitantes y trabajadores de la región central del barrio de Imbiribeira.

## Ubicación
Está localizada en la avenida General MacArthur (continuación de la calle Antonio Falcão) en el cruce con la Avenida Sur.

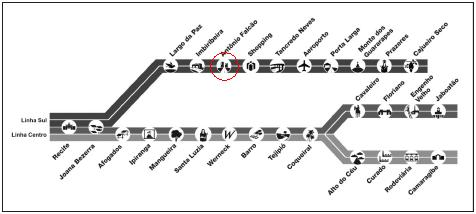
Mapa de la línea mostrando la localización de la Estación

## Características
Se trata de una estación elevada, con plataforma central no revestida permitiendo la mejor entrada natural de aire y luz.
Posee salidas en frente de la Avenida Mac Arthur (desde la cual se puede dirigir una persona tanto en sentido a Boa Viagem como en sentido a Imbiribeira. Posee estructura de hormigón armado, bloqueos electrónicos y acceso a personas de movilidad reducida.
La capacidad de la estación es de 1.000 pasajeros en hora punta.

## Tabla
| Estación       | Inauguración                                                  | Capacidad                 | Integración                 | Plataformas | Posición | Notas                                      |
| -------------- | ------------------------------------------------------------- | ------------------------- | --------------------------- | ----------- | -------- | ------------------------------------------ |
| Antonio Falcão | 27 de marzo de 2008 (Oficial) 28 de marzo de 2008 (Comercial) | 1000 pasajeros hora/punta | R$ 1,60 / R$ 2,15 / R$ 3,25 | Central     | Elevada  | Estación con estructura de hormigón armado |